# NGC 5540
NGC 5540 (również PGC 50883) – galaktyka eliptyczna (E2?), znajdująca się w gwiazdozbiorze Wielkiej Niedźwiedzicy. Odkrył ją William Herschel 17 kwietnia 1789 roku.